# Como yo te amo
«Como yo te amo» es una canción escrita por el compositor español Manuel Alejandro junto a Ana Magdalena e interpretada por la cantante española Rocío Jurado, grabado para su álbum de estudio Señora (1979). La canción sería lanzada como el cuarto sencillo del disco ese mismo año.

## Historia
Compuesta inicialmente para la cantante española Rocío Jurado, esta lo estrenó en su álbum Señora (1979). Sin embargo, fue la versión de Raphael, un año después la primera en lanzarse en el mercado hispanoamericano, español y norteamericano, al ser incluido en su álbum Y sigo mi camino (1980). Años más tarde, ambos cantantes grabarían a dúo la canción.
La versión de Jurado fue número uno de Los 40 Principales la semana del 23 de febrero de 1980.

## Descripción
El tema describe una pasional declaración de amor que aparentemente nunca podrá ser superado por nadie ni en el presente ni en el futuro.

## Otras versiones
La canción ha sido versionada por el cantante dominicano de cuarteto Jean Carlos y por el grupo de rock independiente Niños Mutantes (2007). En 2007 lo grabó Bimba Bosé con el grupo The Cabriolets. En 2015 la cantante mexicana Gloria Trevi publicó su propia versión incluida en el álbum El amor. El sencillo alcanzó el puesto diecinueve del Billboard Latin Pop Songs y el puesto treinta y tres del Billboard Latin Digital Songs. En Venezuela, el sencillo logró ocupar el primer puesto de top latino y del top baladas, el segundo puesto en el top pop y el sexto puesto en el top 100 de Record Report. El video musical se estrenó el 19 de junio de 2015 en su cuenta de Vevo y fue estrenado en el canal Ritmoson Latino.
Ha sido interpretada en el talent show Tu cara me suena en dos ocasiones: Por Toñi Salazar y Francisco en 2011 y por Blas Cantó, imitando la versión de Raphael, en 2016.